# Grodowice
Grodowice – wieś sołecka w Polsce położona w województwie świętokrzyskim, w powiecie kazimierskim, w gminie Bejsce.
W latach 1975–1998 miejscowość administracyjnie należała do województwa kieleckiego.

## Części wsi
| SIMC    | Nazwa     | Rodzaj    |
| ------- | --------- | --------- |
| 0226922 | Argentyna | część wsi |
| 0226939 | Białków   | część wsi |
| 0226945 | Chałupki  | część wsi |
| 0226951 | Ulica     | część wsi |

## Historia
Grodowice w wieku XIX – wieś i folwark w powiecie pińczowskim, gminie i parafii Bejsce.
W 1827 r. było tu 35 domów i 205 mieszkańców
W XV wieku należały do Warcisława herbu Lis (Długosz L.B. t.II, s.411).
Folwark Grodowice odległy od Wisły 5 wiorst. Rozległość folwarczna wynosiła mórg 416 w tym: grunta orne i ogrody mórg 266, pastwisk mórg 7, lasu mórg 163, nieużytki i place mórg 10. Budynków murowanych było 2, drewnianych 5, płodozmian 9. polowy. Folwark ten został oddzielony od dóbr Bejsce w r. 1879.
W 1929 r. majątek posiadał tu Adam Byszewski. Był jeden sklep z towarami różnymi, jeden sklep spożywczy i dwóch szewców.

## Stanowisko archeologiczne
W Grodowicach w 2005 roku odkryto wielokulturowe stanowisko archeologiczne. Badaniami na nim zajmują się archeolodzy z Instytutu Archeologii Uniwersytetu Jagiellońskiego. Stwierdzono ślady osadnictwa z młodszej epoki kamienia (kultura pucharów lejkowatych), epoki brązu i wczesnej epoki żelaza (kultura trzciniecka i łużycka) oraz średniowiecza. Najciekawsze są pozostałości z wczesnej epoki żelaza. Stwierdzono bowiem właściwie nieznane dotąd w Polsce groby szybowe, które składają się z wielu „pięter” pochówków. Stwierdzono także ślady ofiar z ludzi. Być może grób ten kryje pochówek ważnej osoby (wodza lub księcia). Średniowiecze reprezentuje cmentarzysko szkieletowe z XI–XII wieku. Badania „Struktury osadnicze z epoki brązu i wczesnej epoki żelaza w zachodniej Małopolsce” prowadzone są przez UJ pod kierunkiem P. Godlewskiego.